# Jüdischer Friedhof (Ferrara)

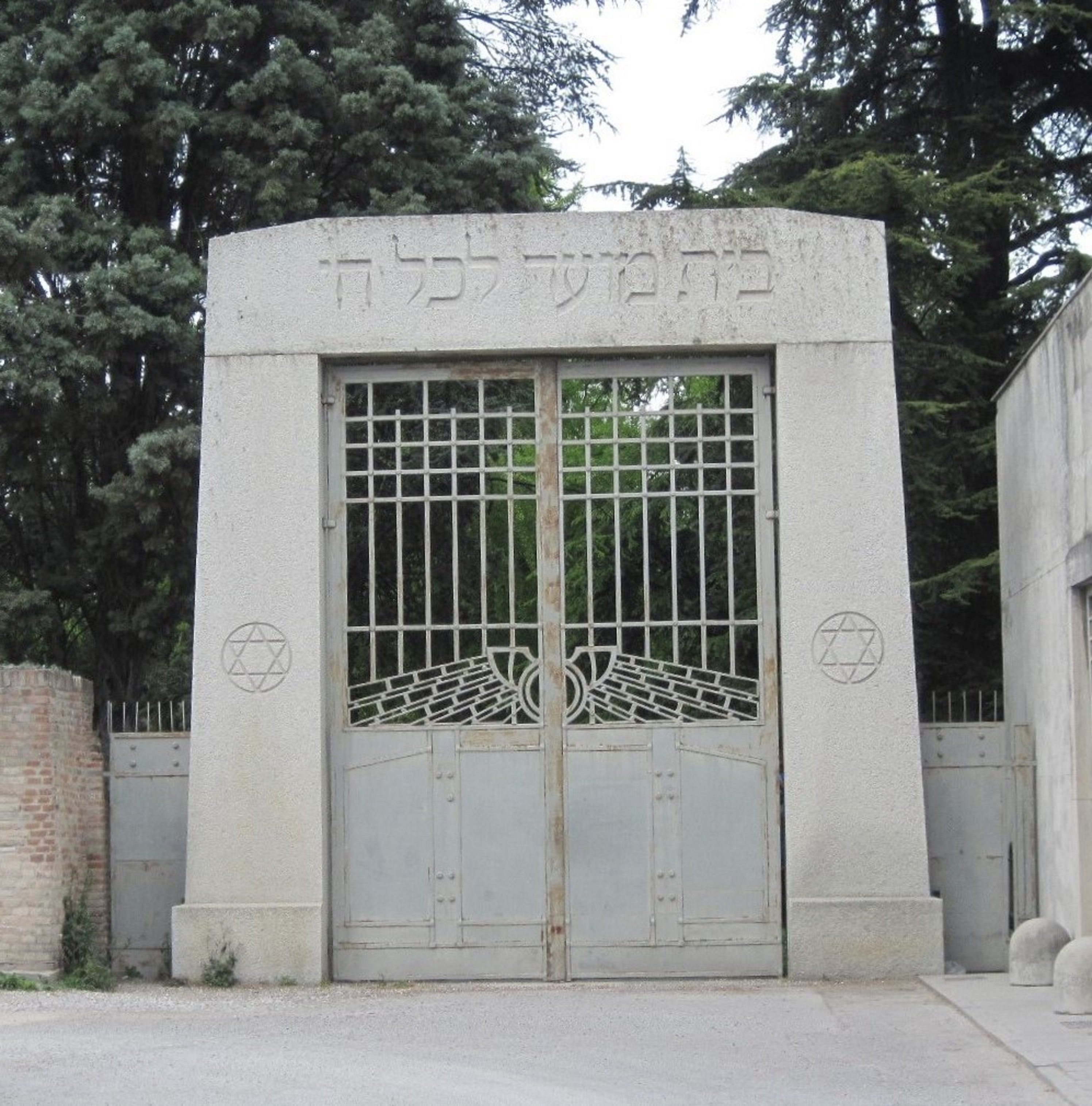
Eingang zum jüdischen Friedhof. Portal von 1911, gebaut nach einem Entwurf des Architekten Ciro Contini.

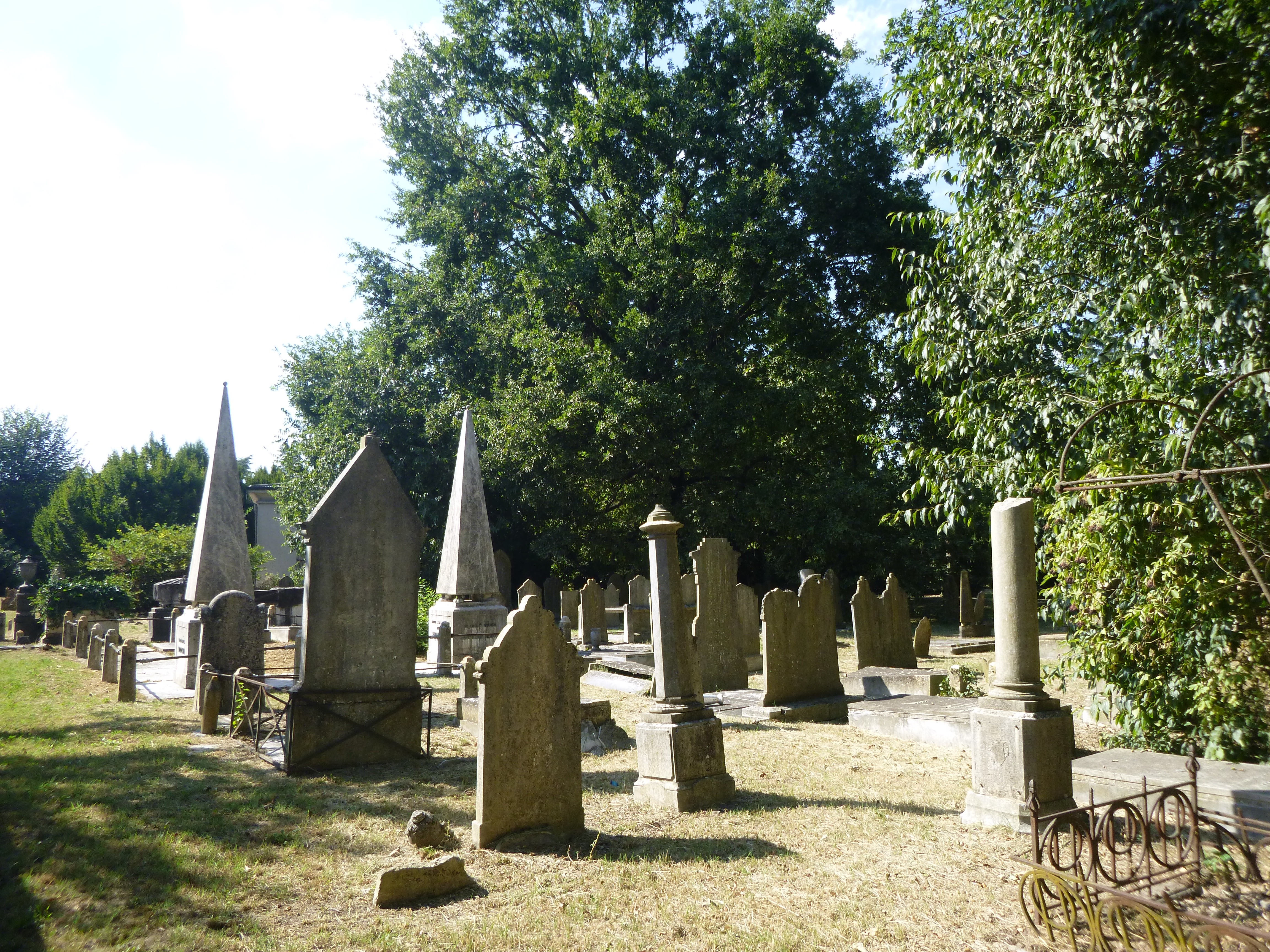
Gräberfeld

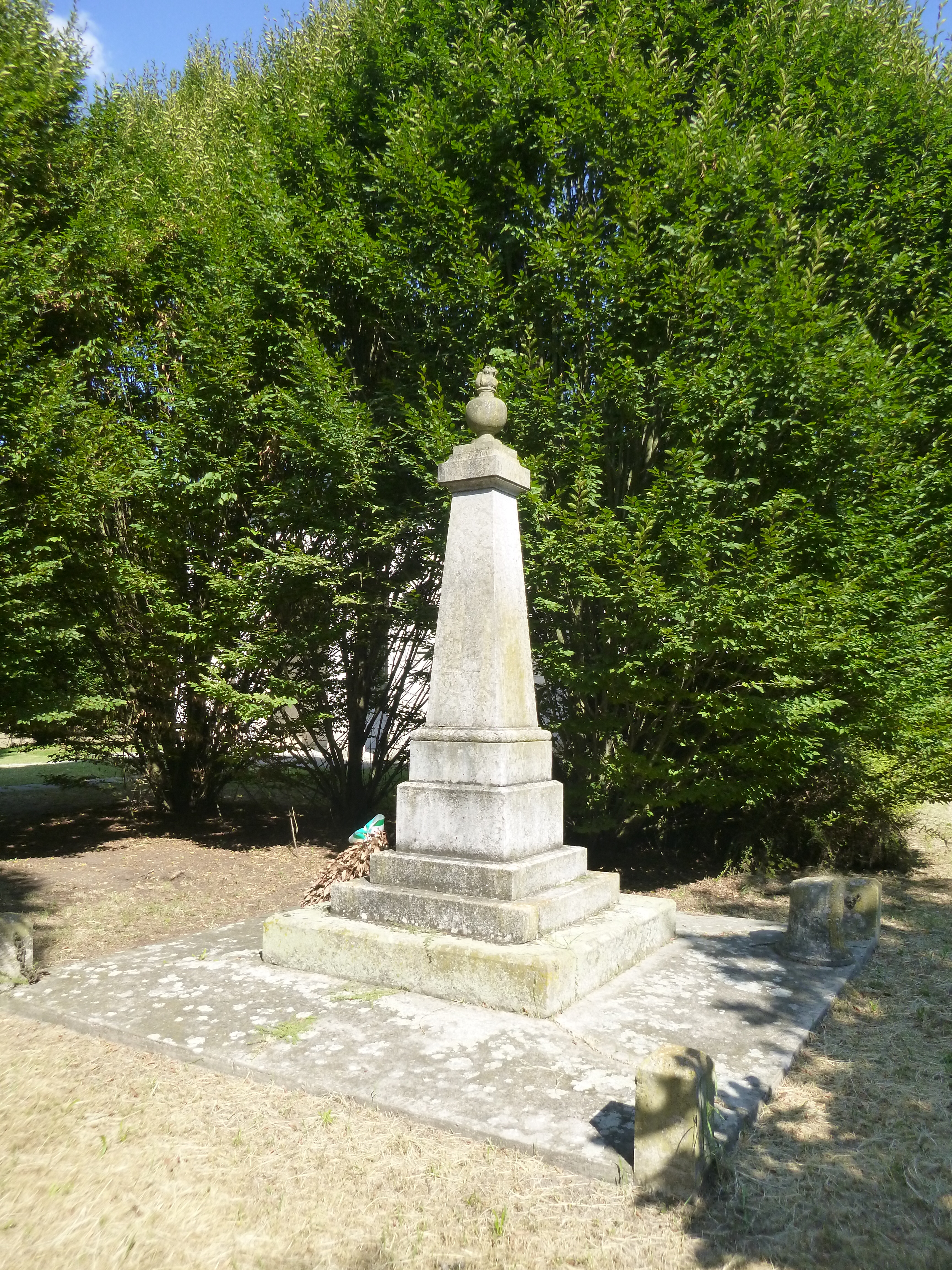
Denkmal für im Ersten Weltkrieg gefallene italienische Soldaten jüdischen Glaubens aus Ferrara

Der Jüdische Friedhof in Ferrara, einer oberitalienischen Stadt in der Region Emilia-Romagna und Hauptstadt der gleichnamigen Provinz, ist eines der wichtigsten Zeugnisse für die jahrhundertelange Verbundenheit von Juden mit Ferrara. Er wird lokal auch als „Orto degli ebrei“ bezeichnet. Der jüdische Friedhof im Schatten der dicht mit Bäumen bewachsenen Stadtmauer befindet sich in der Via delle Vigne, unweit des christlichen Hauptfriedhofs Cimitero Monumentale della Certosa di Ferrara, mit dem er baulich jedoch nicht verbunden ist. Er wird heute noch belegt.

## Geschichte
Vorgängerfriedhöfe gab es in Ferrara spätestens ab 1452. Der älteste bis heute erhaltene Grabstein datiert auf das Jahr 1549, schriftliche Quellen nennen jedoch 1626 als Gründungsjahr des Friedhofs. In der Mitte der Anlage befindet sich eine weiträumige und scheinbar unbenutzte Grünfläche. Darunter befinden sich die Gräber von Juden, deren Angehörigen unter der päpstlichen Herrschaft ab Urban VIII. bis zur beginnenden Gleichstellung der italienischen Juden im Zuge der Französischen Revolution das Anbringen von Grabsteinen verboten war. Von Anhängern der Inquisition wurde der Orto degli ebrei 1719 verwüstet. Spolien aus dem Bestand des geschändeten Friedhofs sind bis heute Bestandteil anderer Bauten in Ferraras Altstadt. Ein Taharahaus, gebaut nach den Plänen des einheimischen Architekten Ciro Contini, befindet sich rechts des Haupteingangs. Die hebräische Inschrift am Eingangstor בית מועד לכל חי ist ein Zitat aus dem Buch Hiob (Hiob 30,23 ): der Friedhof als Sammelstätte aller Lebenden. Der Friedhof steht außerhalb der jüdischen Feiertage allen Besuchern offen. Männliche Besucher müssen dabei eine Kopfbedeckung tragen.

## Grabstätten bekannter Persönlichkeiten
- Giorgio Bassani (1916–2000), Schriftsteller
- Alberto Pisa (1864–1930), Maler
- Renzo Ravenna (1893–1961), Rechtsanwalt und Politiker während des Faschismus